# E25号線
E25号線 (E25ごうせん、英: European route E25) は、ヨーロッパを南北に縦断する欧州自動車道路のAクラス幹線道路かつ基準道路。オランダのホック・ファン・ホランドからイタリアのパレルモへ至る。フランスからイタリアへ渡る途中、ジェノヴァからバスティア (コルシカ島)、ボニファシオからポルト・トッレス (サルデーニャ島)、カリャリからパレルモ (シチリア島) の3つの区間で水路を跨ぐ。
ホック・ファン・ホランド – ロッテルダム – ユトレヒト - アイントホーフェン – マーストリヒト – リエージュ – バストーニュ – アルロン – ルクセンブルク市 – メス – サン・タヴォル – ストラスブール – ミュルーズ – バーゼル – オルテン – ベルン – ローザンヌ – ジュネーヴ – モンブラントンネル – アオスタ – イヴレーア – ヴェルチェッリ – アレッサンドリア – ジェノヴァ … バスティア – ポルト＝ヴェッキオ – ボニファシオ … ポルト・トッレス – サッサリ – カリャリ … パレルモの主要都市を通っている。